# Уанка (драматургия)
Уанка — жанр драматургии инкского театра. Драмы жанра уанка отображают исторические события, деяния правителей, подвиги полководцев, чем отличаются от написанных на бытовые сюжеты драм жанра аранвай. В пьесах нельзя было изображать ещё живых людей. Спектакли ставились на округлых площадках, огороженных сзади искусственным лесом, и могли сопровождаться музыкой и пением. В текстах пьес сохранились песни (арави), содержание которых метафорически дублирует сценическое действие.
В связи с тем, что в доколониальный период у инков, по всей видимости, отсутствовала пригодная для записи драм письменность, а в колониальный — записи народных пьес индейцев кечуа целенаправленно уничтожались испанскими властями, нельзя с уверенностью утверждать, что до наших дней дошёл текст хотя бы одной уанка инкского периода.
Уанка «Апу-Ольянтай» написана на языке кечуа рифмованными стихами. Возможно, дошедшая до нас редакция текста является записью подлинной инкской пьесы, и сделана человеком, знакомым с испанским театром. Также распространена точка зрения, что уанка, создана уже в колониальный период. Первые достоверные сведения о пьесе датируются последней четвертью XVIII века, что становится крайней верхней границей времени её написания.
Уанка «Испанское завоевание» известна в нескольких вариантах под разными названиями («Смерть Атауальпы», «Битва инков»). Написана на смеси кечуа и испанского, рассказывает о событиях периода конкисты и создана после уничтожении государства инков. Классическим уанка не является.
Обе пьесы регулярно ставятся в национальных театрах Латинской Америки.